# Palácio de Congressos e Auditório de Navarra

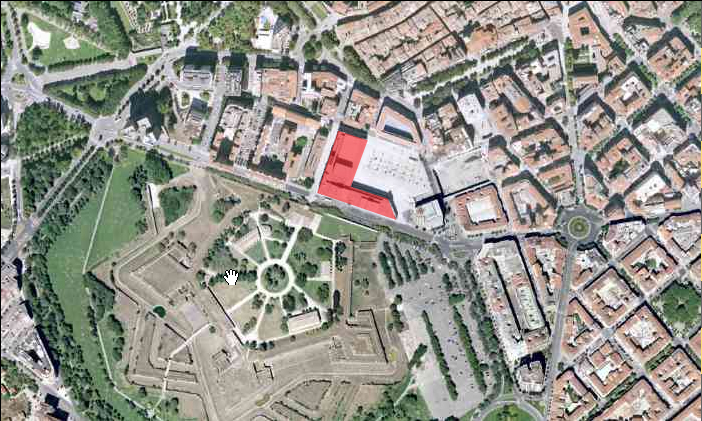
Fotografia de satélite do Palácio de Navarra (a vermelho) e da zona envolvente; a estrutura em forma de estrela é a Cidadela de Pamplona

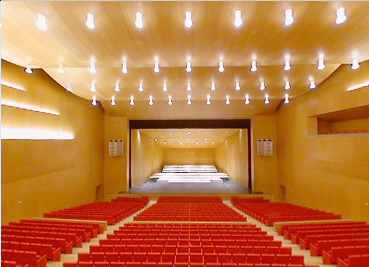
Sala sinfónica com lotação para espectadores

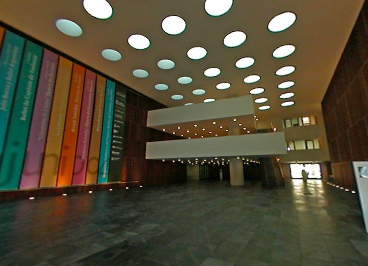
Vestíbulo da entrada principal

O Palácio de Congressos e Auditório de Navarra, também conhecido como Baluarte, é um edifício terminado em 2003 construído com o objetivo de contribuir para o desenvolvimento cultural de Pamplona e Navarra em geral. Até à sua construção a cidade carecia de uma infraestrutura que permitisse a realização de certo tipo de eventos culturais ou empresariais de grande dimensão.
O nome "Baluarte" foi adotado em homenagem ao baluarte desaparecido sobe o qual assenta o edifício. É um grande espaço, capaz de albergar todo o tipo de eventos culturais e comerciais. É um dos maiores do seu tipo em Espanha, com uma superfície total de 63 000 m², incluindo dois pisos de estacionamento subterrâneo com 25 000 m² e capacidade para 900 automóveis, uma sala sinfónica com lotação para 1 568 espectadores, outra com lotação para 444 pessoas, outras quatro salas de espectáculos com capacidade para 300 pessoas, salas de exposições, de congressos e de conferências que perfazem 5 000 m², camarins, escritórios, restaurante, cafetaria, etc. As áreas públicas e de restauração ocupam 1 500 m².
O projeto foi da autoria do arquiteto navarro Francisco "Patxi" Mangado e promovido pelo Governo de Navarra. A sua construção custou 77 milhões de euros.

## Localização
O Baluarte encontra-se numa zona central de Pamplona, de encruzilhada entre a zona de ócio mais dinâmica, a zona histórica e a zona comercial, junto à monumental Cidadela, uma antiga fortaleza do século XVI convertida em parque. O edifício situa-se no Primeiro Ensanche, num local onde no princípio do século XX foram construídos os quartéis de infantaria e que atualmente está na transição entre o centro histórico, as vastas áreas verdes que o rodeiam e o Segundo Ensanche. A configuração em forma de L forma uma ampla praça vedada ao trânsito automóvel com 10 000 m².

## História
No início dos anos 1990 Pamplona debatia-se com deficiências sérias quanto a equipamentos culturais que permitissem à cidade a organização de eventos como, por exemplo, congressos ou conferências de nível nacional ou internacional. A melhor sala de espetáculos da cidade, o Teatro Gayarre não tinha capacidade para a realização de grandes produções, como como óperas, como a cidade requeria. Por tudo isso, o Ayuntamiento de Pamplona decidiu construir um novo edifício que resolvesse de uma vez todas essas carências. Para isso, contava com um espaço no centro da cidade, ao lada da Cidadela, do novo Parlamento de Navarra e da estação rodoviária.
Foi lançado um concurso a nível nacional para os estudos de arquitetura. Esse concurso foi ganho pelo arquiteto navarro Patxi Mangado, que com este projeto teve a possibilidade de construir o seu primeiro edifício de grandes dimensões. As obras terminaram em 2003. Durante as escavações do que seria o parque subterrâneo, foram encontrados os restos de um dos baluartes de Pamplona, o de Santo Antão (San Antón), que tinha  sido derrubado na década de 1950 para construir a Avenida do Exército. Foi decidido integrar o baluarte no edifício, chamando-se-lhe "Baluarte"  e criando uma sala de exposições para exibir os restos arqueológicos, a que se chamaria "Sala da Muralha".
Desde a sua inauguração em outubro de 2003 pela Infanta Elena e o seu marido, o espaço acolheu dezenas de exposições, congressos conferências e centenas de concertos, organizados tanto pela Sociedade Baluarte, que gere o espaço, como pelas orquestras sinfónicas de Euskadi e de Navarra (antes conhecida como Pablo Sarasate) e a Sociedade Filarmónica de Navarra.

### Custo
A obra foi muito criticada antes de ser construída pelo seu custo, estimado então em 14 milhões de pesetas. O Governo de Navarra apostou fortemente no novo equipamento para a cidade e, dada a magnitude do projeto, destinou uma parte considerável do orçamento de Navarra para a construção. O Baluarte foi criticado por ser demasiado grande para uma cidade como Pamplona, mas a realidade demonstrou o contrário, pelo número de visitantes e pelas receitas geradas.

### Visitantes
Nos primeiros três anos do seu funcionamento, o Baluarte registou a visita de um milhão de visitantes. Em 2006 cerca de 400 000 pessoas passaram pelas suas exposições, concertos, óperas, outros espetáculos, congressos e cerimónias, o que fez dele o quarto maior espaço do seu tipo em Espanha em número de visitantes, atrás de Madrid, Barcelona e Bilbau, e o sexto em receitas. Em 2007 conseguiu-se um equilíbrio entre custos e receitas, resultando num pequeno superavit de 276 000 euros. Em 2008 foram registados 369 000 visitantes e um superavit de 405 000 €.

## Arquitetura
O edifício foi idealizado por Patxi Mangado, e ajudou a torná-lo um dos arquitetos espanhóis mais conhecidos da atualidade. A obra recebeu o Prémio FAD de Arquitetura em 2004. A situação entre a Cidadela e Avenida do Exército, uma via com grande densidade de tráfico, nas proximidades do centro histórico, determinaram em grande medida a disposição e formalização.

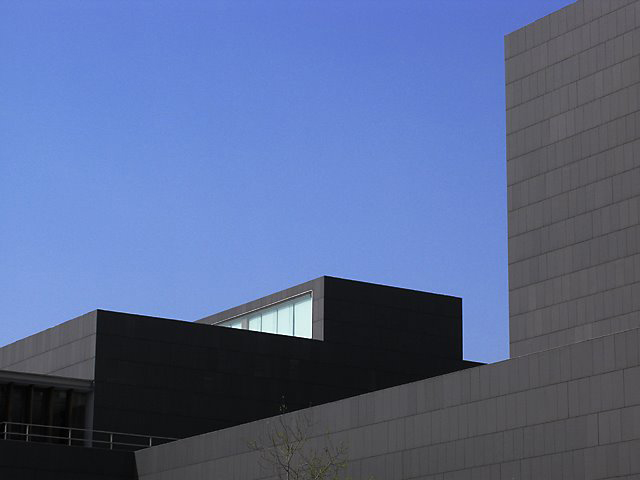
Pormenor de uma das paredes e partes superiores

O Baluarte configura-se como um grande L, que se fecha para a Avenida do Exército e se abre para o novo Parlamento de Navarra e apara a área onde hoje se encontra um grande centro comercial. Esta disposição gera uma grande praça, a Plaza del Baluarte, cujo pavimento gerou polémica porque o  empedrado irregular complicava o trânsito de carros de bebé, cadeiras de rodas, bicicletas e sapatos de salto alto. Partes do pavimento foram posteriormente substituídos para o tonar mais liso e funcional. Na praça encontra-se o edifício de informações e bilheteiras e uma cafetaria. Esta foi terminada em 2006 e e uma caixa de vidro que se abre completamente ao exterior; a sua autoria é igualmente de Mangado.
A organização interior é simples: a sala principal ocupa toda uma ala, junto com os grandes corredores que a rodeiam. A outra ala contém as salas de exposição e de congressos. Entre as duas alas encontra-se o grande vestíbulo principal. O edifício é fechado com paredes de betão para a Avenida do Exército e abre-se para a praça com um grande envidraçado ao nível do solo.
Todo o edifício é revestido por placas de quartzito cinzento escuro importadas do Zimbabwe, que reforçam a sua aparência massiva e suportam bem a poluição provocada pelo trânsito próximo sem grande necessidade de manutenção. O revestimento foi alvo de críticas negativas por dar uma aparência tristonha, chegando alguns a alcunhar o edifício de "A Caaba".
A 22 de abril de 2007 foi inaugurada uma escultura de homenagem às vítimas do terrorismo na Praça do Baluarte.